# Изюм
Изюм е град в Харковска област, Украйна, административен център на Изюмски район. Разположен е на около 120 км югоизточно от областния център Харков, на двата бряга река Северски Донец. Има население от 48 195 души към 2017 г.
Основан е през 16 век, а през 1685 г. получава статут на град. Изюм е седалище на един от петте полка на Слободска Украйна. През 2022 г. време на инвазията в Украйна на 1 април градът попада под руска военна окупация, докато украинските сили не го освобождават през началото на септември по време на Харковското контранастъпление.